# Apoštolská exhortace
Apoštolská exhortace (latinsky exhortatio apostolica), někdy také papežská exhortace, je druh dokumentu vydávaného papežem. Jeho obsahem je povzbuzení určité skupiny lidí, nikdy se však nevěnuje doktrinálním otázkám. Z formálního hlediska jde o méně významný dokument než encyklika, avšak významnější než jiné druhy papežských výnosů.
Častým typem je postsynodální apoštolská exhortace, v níž papež shrnuje a hodnotí závěry proběhlého synodu.
Slovo exhortace pochází z latinského ex-hortatio a znamená povzbuzení, vyzvání, vybídnutí.

## Závažnost dokumentu
Z hlediska právní závažnosti stojí apoštolská exhortace na významném místě (řazeno podle důležitosti):
1. Apoštolská konstituce (lat. Constitutio Apostolica)
2. Encyklika (lat. Epistola Encyclica)
3. Apoštolská exhortace (lat. Exhortatio Apostolica)
4. Apoštolský list (lat. Epistola Apostolica)
5. List (lat. Epistola)
6. Poselství (lat. Nuntius)